# Suối Tranh

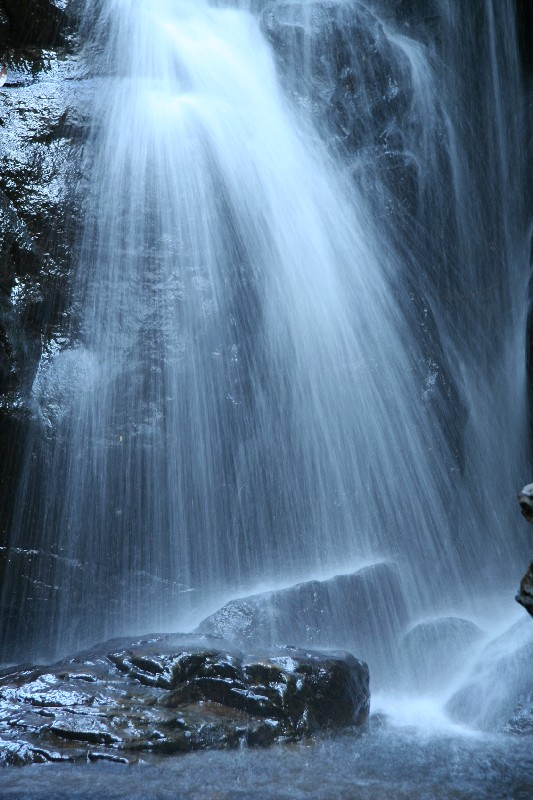
Thác nước

Suối Tranh là một địa điểm tham quan nổi tiếng đối với khách du lịch trong và ngoài nước khi đến tham quan tại đảo Phú Quốc. Trước kia Suối Tranh còn rất hoang sơ và là một trong những điểm nghỉ ngơi giải trí của dân địa phương sau những ngày làm việc mệt mỏi và mỗi khi có lễ hội lớn trên đảo. Suối Tranh chảy qua nhiều địa hình, vị trí hiểm trở tạo nên những con thác, những hồ nước sâu. Khoảng 30 phút đi bộ, du khách được đến với một ngọn thác cao khoảng 2m. Dưới chân thác, nước đọng lại như một cái hồ, sâu khoảng 1-1,5m.là điểm du lịch của khách và là nét đặc trưng của Phú Quốc sau Dinh Cậu.